# Greg Minnaar
Greg Minnaar (Pietermaritzburg, 13 de noviembre de 1981) es un deportista sudafricano que compite en ciclismo de montaña en la disciplina de descenso. Ganó once medallas en el Campeonato Mundial de Ciclismo de Montaña entre los años 2001 y 2021.

## Medallero internacional
| Campeonato Mundial | Campeonato Mundial           | Campeonato Mundial | Campeonato Mundial |
| Año                | Lugar                        | Medalla            | Competición        |
| ------------------ | ---------------------------- | ------------------ | ------------------ |
| 2001               | Vail (Estados Unidos)        | Medalla de bronce  | Descenso           |
| 2003               | Lugano (Suiza)               | Medalla de oro     | Descenso           |
| 2004               | Les Gets (Francia)           | Medalla de plata   | Descenso           |
| 2005               | Livigno (Italia)             | Medalla de bronce  | Descenso           |
| 2006               | Rotorua (Nueva Zelanda)      | Medalla de plata   | Descenso           |
| 2009               | Camberra (Australia)         | Medalla de plata   | Descenso           |
| 2010               | Mont-Sainte-Anne (Canadá)    | Medalla de bronce  | Descenso           |
| 2012               | Leogang/Saalfelden (Austria) | Medalla de oro     | Descenso           |
| 2013               | Pietermaritzburg (Sudáfrica) | Medalla de oro     | Descenso           |
| 2015               | Vallnord (Andorra)           | Medalla de plata   | Descenso           |
| 2021               | Val di Sole (Italia)         | Medalla de oro     | Descenso           |